# Anno dell'elefante
L'Anno dell'elefante (in arabo عام الفيل‎?, ʿĀm al-fīl) è l'anno che la tradizione islamica indica come anno di nascita di Maometto.
Secondo essa, nell'anno in cui il Profeta sarebbe stato messo al mondo dalla madre Amina bint Wahb (all'incirca il 570 d.C.), un esercito himyarita, condotto dal viceré himyarita Abraha (un liberto originario di Adulis) e in cui figurava almeno un terrorizzante elefante, si sarebbe presentato sotto la Mecca per conquistarla, impadronirsi delle sue ricchezze e mettere più di tutto sotto controllo il pellegrinaggio ( hajj ) che aveva come meta finale il santuario urbano della Kaʿba. Esso era all'epoca come sua divinità principale Hubal, il "Signore della Kaʿba" ( Rabb al-Bayt ) ma Abraha con ogni probabilità voleva trasformarlo in una chiesa cristiana.

## Collocazione storica
La spedizione sembra avere basi storiche abbastanza plausibili, dal momento che s'inquadrava nel complesso piano di operazioni strategico-tattiche che avevano portato a un'alleanza fra Bizantini e Aksumiti contro i Sasanidi e i loro alleati, tra la fine del VI e l'inizio del VII secolo.
La tradizione islamica vuole che a cercare inutilmente di contrastare l'opera di Abraha si fosse mosso il nonno paterno di Maometto, ʿAbd al-Muṭṭalib (la cui autorevolezza gli derivava dalla buona nomea e dall'essere intestatario delle istituzioni della siqāya e della rifāda, con cui i meccani si preoccupavano di approvvigionare rispettivamente con bevande e con alimenti i pellegrini.

ʿAbd al-Muṭṭalib non sortì apprezzabili risultati. Il Corano parla però, nella sua sūra CV, del miracoloso sopraggiungere di misteriosi uccelli (definiti abābīl) che avrebbero fatto cadere sugli assedianti i sassi che portavano tra le zampe: indizio forse di un'epidemia di vaiolo scoppiata fra gli Himyariti, in grado comunque di causare la loro morte e di assicurare senza pericoli l'imminente nascita di Maometto.

## Problemi cronologici
Per quanto la tradizione voglia far coincidere l'anno dell'elefante con il 570, gli studi storici più recenti suggeriscono che esso debba essere collocato in una data molto anteriore: da un decennio a un trentennio prima dei fatti raccontati dalle tradizioni islamiche. 
In effetti proprio il fatto che Abraha fosse morto molto prima di quella data avvalora l'ipotesi che la data dell'Anno dell'elefante sia stata in seguito spostata per farla coincidere con l'anno di nascita del profeta Maometto.
Al di là della banale osservazione che verso il 570 Abraha era da tempo morto, a datare la spedizione che transitò per la Mecca esiste la precisa testimonianza epigrafica del 658 del calendario sabeo (che data dal 110 a.C. circa), equivalente al periodo comunque compreso tra il 540 e il 550. In essa il sovrano yemenita fa esplicito riferimento all'avvio dei lavori (l'anno precedente) e alla conclusione dei lavori di restauro della Diga di Ma'rib, oltre alla fondamentale informazione della sua vittoria ai danni dei sostenitori del figlio del detronizzato Esimiphaios - che sappiamo avvenuta nel 658 - e infine del suo ricevimento di ambasciate inviate dai sovrani d'Abissinia, Bisanzio, Persia, dai Lakhmidi di al-Hira e da al-Harith ibn Jabala, filarca ghassanide.